# Alex Tew
Alex Tew (* 1984 in Wiltshire, Vereinigtes Königreich) hatte 2005 als Erster den Einfall, eine Website pixelweise zu verkaufen – zunächst für einen US-Dollar pro Pixel. Diese Webseiten werden „pixads“ (engl. Abkürzung für pixel advertisement) genannt. Innerhalb von fünf Monaten wurde dieses Konzept zu einem großen Erfolg.

## Million Dollar Homepage
Das Vorhaben entstand, als der Student nach einer Möglichkeit suchte, das Geld für sein Studium an der University of Nottingham aufzutreiben. In exponentiellem Wachstum, hervorgerufen durch Mundpropaganda und die zunehmende Medienberichterstattung, inserierten immer mehr Kunden auf Tews The Million Dollar Homepage (einer Imagemap von 1000×1000 Pixeln) – überwiegend auch solche, die sonst nur als Spammer auftreten. Ebenso wuchs die Zahl der Besucher der Website: Nach Angaben Tews waren es zur Jahreswende 2005/2006 3,2 Millionen in nur zwei Wochen.
Käufer eines Pixels konnten einen Grafiklink auf eine beliebige URL setzen. In der Gestaltung der Pixelblöcke war jeder Käufer frei. Auch die Texte, die beim Überfahren der Bilder mit dem Mauszeiger erscheinen, konnten von Tews Kunden beliebig formuliert werden. Tew schaltete seine Website am 26. August 2005 frei.
Die letzten tausend Pixel wurden bei einer eBay-Auktion für 38.100 Dollar versteigert. Spaßbieter hatten den Preis vorübergehend auf über 160.000 Dollar getrieben. Die Washington Post schätzt, dass eine derartige Erfolgsstory im Internet schwerlich nachzuahmen sein werde. Laut Medienberichten gab es über 200 Nachahmer, die mit ihren Projekten jedoch weit weniger erfolgreich waren.
Im Juli 2017 waren von den 2816 Links nur noch 1780 direkt erreichbar. Davon waren 547 Links nicht mehr erreichbar und 489 waren inzwischen auf andere Webseiten oder Domainverkaufsportale weitergeleitet.

## Weitere Projekte
Tews Projekt Pixelotto baute auf dem gleichen System auf, allerdings kostet ein Pixel hier 2 $. Davon fließen ein Dollar an Tew, der andere Dollar wird in einen Jackpot eingezahlt. Sobald alle 1 Mio. Pixel verkauft wurden, wird der Jackpot an einen beliebigen Besucher verlost, vorausgesetzt der Besucher hat zuvor einen Werbelink angeklickt.
Am 23. September 2010 gab Alex Tew via Twitter ein weiteres Projekt bekannt: One Million People. Wie bei der One Million Dollar Homepage konnten sich hierbei eine Million Leute einen Platz sichern – diesmal in einem Buch, welches die Gesichter eben jener Leute zeigt und damit einen Moment in der Geschichte des Internets festhalten sollte. Laut Tew wird das Internet durch Menschen definiert und ist vorrangig eine soziale Plattform. Das Projekt ist inzwischen nicht mehr verfügbar.
Zu Tews späteren Projekten zählt die Meditations-Homepage/App Calm.

## Privatleben
Ein besonderes Hobby von Alex Tew ist Beatboxen. So war er vor seinem Erfolg mit der One Million Dollar Homepage Mitglied der Beatbox Gruppe Drool Skool, bestehend neben ihm unter anderem aus dem erfolgreichen Beatboxer Shlomo und dem Schauspieler Burn Gorman, damals bekannt als B.B. Burn. Sein eigenes Beatbox-Pseudonym war A-Plus. Zusätzlich zu seiner Tätigkeit als Beatboxer schuf er auch die Homepage HumanBeatbox.com.